# Przywit
Przywit – staropolskie imię męskie, złożone z członów Przy- ("obok, przy") i -wit ("pan, władca"). Może więc oznaczać "tego, który jest blisko władcy". 